# Dirk Meeldijk
Dirk Meeldijk (Hillegom, 3 oktober 1958) is een Nederlands volkszanger.

## Biografie

### Jeugd
Meeldijk is geboren en opgegroeid in Hillegom in een gezin van negen kinderen. In zijn kinderjaren zong hij met de radio liedjes van Heintje, Johnny Jordaan en Willy Alberti mee. Later trad hij ook op in kroegen en op smartlapfeesten. Ook heeft hij een keer mee gedaan met een karaoke en nam deel aan talentenjachten. Hierna bezocht hij vele concerten van André Hazes en besloot toen zelf ook zanger te worden.

### Carrière
Meeldijk bracht in 2007 zijn eerste single uit met het lied Ik hou van het leven. Dit nummer bereikte plaats 68 in de Single Top 100. Nog in datzelfde jaar tekende hij een contract bij platenmaatschappij Berk Music. Hierna volgde zijn singles In mijn kroegie, Het is voorbij en Vier zomers lang. In 2010 behaalde hij de Top 20 met zijn nummer Adieu, adieu. Deze verscheen ook op zijn album Ik ben wie ik ben. Hij maakte in 2015 zijn eigen platenlabel DML. In 2017 bracht hij samen met Dennis Jones de carnavalslied Heel de kroeg op stelten uit onder hun naam "Dirk & Dennis". In 2018 brachten ze opnieuw een single uit, Samen onderweg.

### Privé
Meeldijk is getrouwd met Myrna Lacollo. Hij woont nog steeds in Hillegom.

## Discografie

### Albums
| Album met eventuele hitnotering(en) in de Nederlandse Album Top 100 | Datum van verschijnen | Datum van binnenkomst | Hoogste positie | Aantal weken | Opmerkingen |
| ------------------------------------------------------------------- | --------------------- | --------------------- | --------------- | ------------ | ----------- |
| Ik hou van het leven!                                               | 2007                  |                       |                 |              |             |
| Ik ben wie ik ben                                                   | 2009                  |                       |                 |              |             |
| Het beste van Dirk Meeldijk                                         | 2013                  |                       |                 |              |             |

### Singles
| Single met eventuele hitnotering(en) in de Nederlandse Top 40 | Datum van verschijnen | Datum van binnenkomst | Hoogste positie | Aantal weken | Opmerkingen      |
| ------------------------------------------------------------- | --------------------- | --------------------- | --------------- | ------------ | ---------------- |
| Ik hou van het leven!                                         | 2007                  | 10-11-2007            | 68              | 7            |                  |
| In m’n kroegie                                                | 2007                  | -                     |                 |              |                  |
| Vier Zomers Lang                                              | 2008                  | -                     |                 |              |                  |
| Ik hou van jou                                                | 2009                  | 01-08-2009            | 68              | 7            |                  |
| Jouw Accordeon                                                | 2010                  | 09-06-2010            | 25              | 10           |                  |
| Adieu Adieu                                                   | 2010                  | 27-02-2010            | 16              | 10           |                  |
| 't Is Voorbij                                                 | 2011                  | 08-03-2011            | 35              | 6            |                  |
| Jij bekijkt het maar                                          | 2011                  | -                     |                 |              |                  |
| Het Hoeft Niet Meer Van Mij                                   | 2011                  | 19-11-2011            | 65              | 5            |                  |
| Alle Mensen Zijn Gelijk                                       | 2012                  | -                     |                 |              |                  |
| Ik Ben Wie Ik Ben                                             | 2013                  | -                     |                 |              |                  |
| M'n Meisie                                                    | 2013                  | -                     |                 |              |                  |
| Jou Herken Ik Met Gesloten Ogen                               | 2014                  | 06-07-2014            | 99              | 01           |                  |
| Leef Jij Maar Raak                                            | 2015                  | -                     |                 |              |                  |
| Waarom Laat je Mij Alleen?                                    | 2015                  | -                     |                 |              |                  |
| Om Jou Zal Ik Geen Traan Meer Laten                           | 2016                  | -                     |                 |              |                  |
| Heel De Kroeg Op Stelten                                      | 2017                  | -                     |                 |              |                  |
| Buenos Dias en Hello Again                                    | 2017                  | -                     |                 |              |                  |
| Samen Onderweg                                                | 2018                  | -                     |                 |              |                  |
| Zeg Het Mij                                                   | 2019                  | -                     |                 |              |                  |
| Het maakt me niets meer uit                                   | 2020                  | -                     |                 |              |                  |
| Vier zomers lang                                              | 2021                  | -                     |                 |              | met Marco Kraats |
| Bij Jou                                                       | 2022                  | -                     |                 |              |                  |

### Dvd's
| Dvd's met hitnoteringen in de DVD Top 30 | Datum van verschijnen' | Datum van binnenkomst | Hoogste positie | Aantal weken | Opmerkingen |
| ---------------------------------------- | ---------------------- | --------------------- | --------------- | ------------ | ----------- |
| Dirk Meeldijk In Concert                 | 2007                   |                       |                 |              |             |
| Ik hou van het leven!                    | 2008                   |                       |                 |              |             |